# 仁祖反正
仁祖反正（韓語：인조반정）是發生於朝鮮王朝光海君執政時期的癸亥年（1623年）三月十二的一場宮廷政變。這場政變由西人黨主導，最終將光海君廢黜，將绫阳君擁上王位，是為朝鮮仁祖。

## 歷史
1613年，癸丑獄事發生，光海君殺死了對自己王位構成威脅的臨海君、永昌大君等人，西人黨也因此失勢。1617年仁穆大妃也被軟禁。這遭到許多朝臣的反對，光海君便罷免了眾多臺諫官員。而在後金與明朝交戰期間，光海君奉行中立態度，也引起群臣的不滿。
癸亥年三月十二，西人黨率一千三百人自城東北攻入漢陽，得到訓練都監二千人的響應。叛軍攻入王宮，將光海君廢黜，擁戴光海君之侄绫阳君為王，是為朝鮮仁祖。仁穆大妃要求仁祖将國璽交給她保管。仁祖將光海君流放江華島。這就是歷史上的仁祖反正。